# Цокоры
Цо́коры (лат. Myospalax) — род грызунов семейства слепышовых. Живут под землёй, роют тоннели с помощью массивных когтей передних лап. Обитают в Азии.

## Систематическое положение

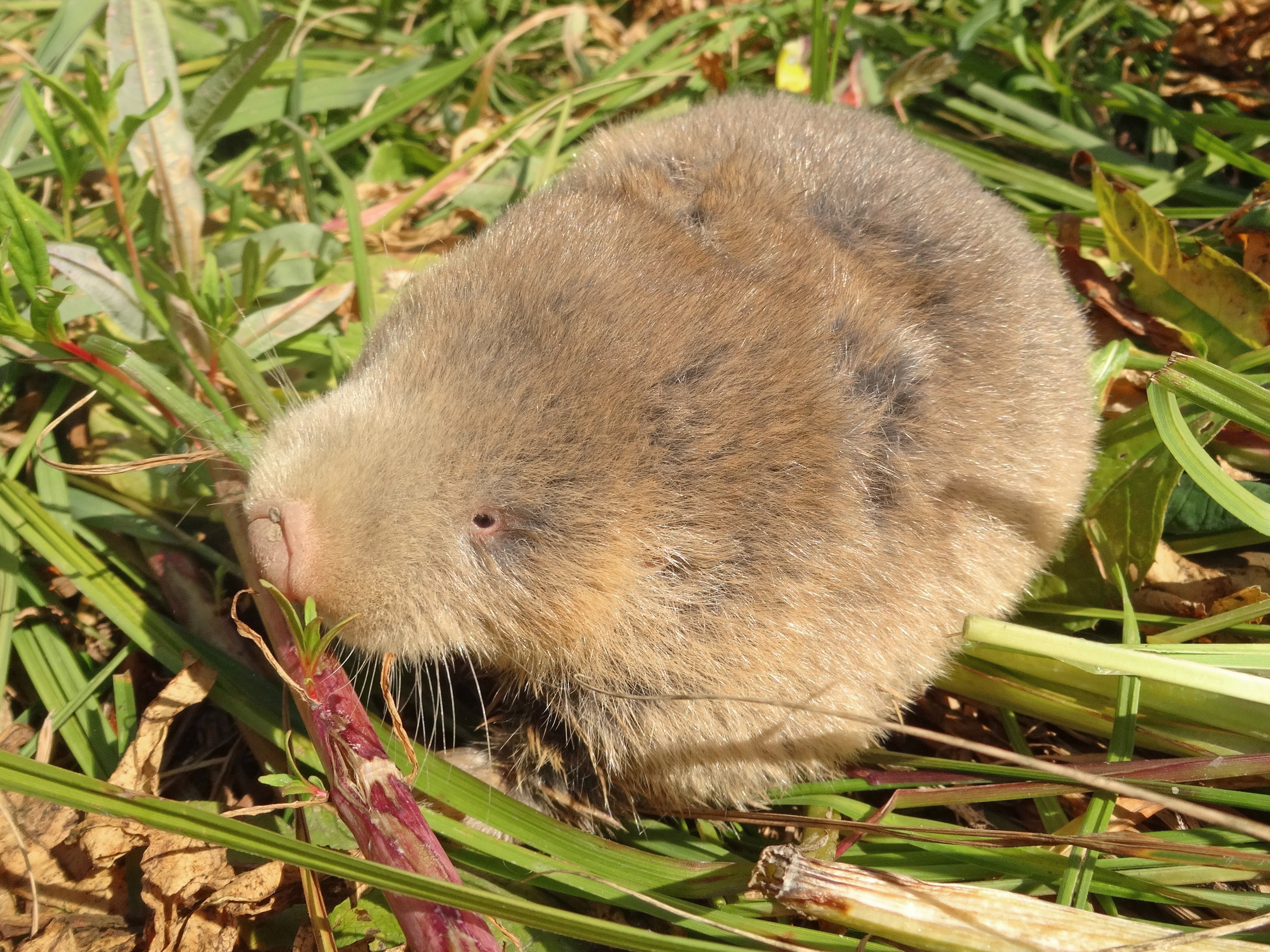
Алтайский цокор, Рудный Алтай

Традиционно род цокоров включался в семейство Хомяковые, внутри которого вместе с китайскими цокорами образовывал подсемейство цокориных (Myospalacinae). Однако выполненные в начале XXI века молекулярно-генетические исследования показали, что данное подсемейство следует перенести в семейство Слепышовые, в рамках которого оно является сестринской группой для подсемейства Rhizomyinae.
Наиболее ранние находки ископаемых представителей группы относятся к позднему миоцену. Вероятно, дивергенцию подсемейств Myospalacinae и Rhizomyinae следует датировать концом или серединой олигоцена.

## Описание

### Внешний вид
Цокоры — средние по размерам грызуны: длина тела у них составляет 16—27 см, длина хвоста доходит до 7 см. Туловище имеет вальковатую форму, шейный перехват отсутствует. Ушных раковин у них нет, глаза цокоров очень маленькие, а на конце морды выделяется оголённый ороговевший кусочек кожи. Конечности короткие, причём передние конечности несут длинные острые когти, подошвы и ладони — голые. Шерсть густая и короткая, очень мягкая; окрас её однотонный — от палево-охристого до серовато-коричневого цвета (при этом передняя часть головы — белёсая).

### Кариотип
В кариотипе у цокоров — от 44 до 64 хромосом. Некоторым видам присущ хромосомный полиморфизм.

### Питание и образ жизни
Кормятся подземными частями растений, в преддверии зимы запасают и корневища и клубни (масса запасов доходит до 8 кг). Почти всё своё время проводят под землёй, где роют сложные многоярусные норы длиной 50—100 м: в верхних ярусах нор цокоры кормятся, в нижних — живут. В отличие от слепышей и слепушонок (которые прогрызают грунт мощными резцами), цокоры при рытье нор действуют когтистыми передними лапами.

### Размножение
Приносят потомство цокоры один раз в год — весной. В помёте у них от 3 до 10 детёнышей.

## Цокоры и человек
Цокоры могут вредить огородному и луговому хозяйству своей роющей деятельностью. Являются второстепенным объектом пушного промысла. К угрожаемым видам цокоры не относятся, встречаются во многих природоохранных территориях по всему ареалу. Статус всех видов цокоров в МСОП указан как «Вызывающие наименьшие опасения». 

## Виды

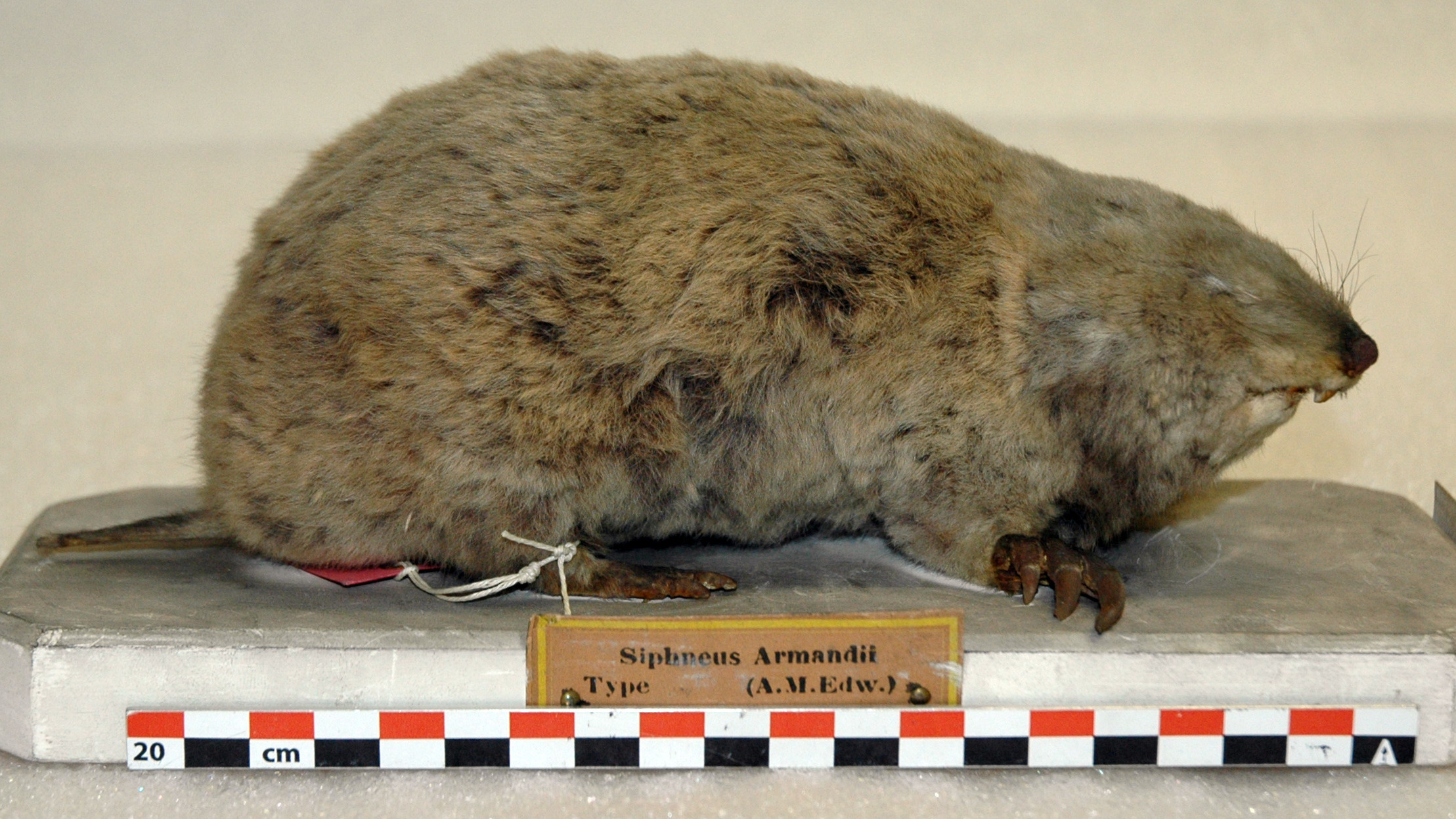
Чучело цокора Арманда, образец собран в Монголии

Ранее в составе рода Myospalax выделяли свыше 10 вымерших и современных видов, которые группировали в 4 подрода, сейчас их рассматривают как отдельные роды. В роде Myospalax на данный момент выделяется только пять современных видов, все встречаются на территории России:
- Алтайский цокор (Myospalax myospalax)typus  (Laxmann, 1733): юг Западной Сибири, восточный Казахстан[11]
- Даурский цокор (Myospalax aspalax)  (Pallas, 1776): Забайкалье, Северный и Северо-Восточный Китай[12]
- Маньчжурский цокор (Myospalax epsilanus)  Thomas, 1912): юг Забайкалья, восточная Монголия, Северо-Восточный Китай[4][13]
- Северокитайский цокор (Myospalax psilurus)  (Milne-Edwards, 1874): юг российского Дальнего Востока, Северный и Северо-Западный Китай[4][14]
- Цокор Арманда (Myospalax armandii)  (Milne-Edwards, 1867): юго-восток Забайкалья, Северо-Восточный Китай[15]

Ранее в род цокоров включали виды из рода Eospalax, а также вымерших Prosiphneus и Mesosiphneus.